# Susanne Pfisterer-Haas
Susanne Pfisterer-Haas (* 1960 in Pforzheim, als Susanne Pfisterer) ist eine deutsche Klassische Archäologin.
Susanne Pfisterer studierte nach dem Besuch des Reuchlin-Gymnasiums Pforzheim von 1978 bis 1988 Klassische Archäologie und Griechische Philologie an der Universität München und beendete das Studium mit der Promotion; Thema der Dissertation war die Darstellungen alter Frauen in der griechischen Kunst. Anschließend wurde sie bis 1989 Wissenschaftliche Mitarbeiterin an der Universität München. 1989 wurde sie erstmals Wissenschaftliche Angestellte der Bayerischen Akademie der Wissenschaften für das Corpus Vasorum Antiquorum Deutschland (CVA) und bearbeitete die Schwarzfigurigen Olpen und Kleeblattkannen der Staatlichen Antikensammlungen in München. 1991 wurde Pfisterer-Haas wissenschaftliche Volontärin an den Staatlichen Kunstsammlungen München, wo sie bis 1993 sowohl an den Staatlichen Antikensammlungen als auch an der Staatlichen Sammlung Ägyptischer Kunst sowie der Prähistorischen Staatssammlung tätig war. 1994 wurde sie Wissenschaftliche Assistentin am Institut für Klassische Archäologie der Universität Leipzig. Hier war sie neben dem Abhalten von Lehrveranstaltungen und der Betreuung der Universität mit der Neueinrichtung des Antikenmuseums der Universität Leipzig sowie der Erstellung museumspädagogischer Konzepte betraut. Seit 2000 bearbeitete sie erneut als Angestellte des CVA-Projektes der Bayerischen Akademie der Wissenschaften die Rotfigurigen Schalen der Leipziger Sammlung. Von 2005 bis 2009 folgte die Bearbeitung der rotfigurigen Schalen der Münchener Sammlung. Seit 2007 war Pfisterer-Haas zudem freie Mitarbeiterin des Museumspädagogischen Zentrums München, 2012 bis 2016 war sie Wissenschaftliche Mitarbeiterin der Staatlichen Antikensammlungen München. Seit 2013 hatte sie zudem Lehraufträge an der Universität München zur Museumspraxis inne. Von 2018 bis 2019 war sie erneut Angestellte des CVA-Projektes und bearbeitete die restliche rotfigurige Keramik der Leipziger Sammlung. 2021 bis 2023 war Mitarbeiterin im Projekt Neues Licht aus Pompeji am Institut für Klassische Archäologie der Universität München.
Susanne Pfisterer-Haas beschäftigt sich wissenschaftlich vorrangig mit der Griechischen Keramik und Vasenmalerei. So verfasste sie etwa vier Bände des Corpus Vasorum Antiquorum Deutschland. Daneben beschäftigt sie sich mit der Wissenschaftspädagogik, insbesondere Konzeption und Vermittlung von archäologischen Themen im musealen Zusammenhang. Mit Elke Böhr verfasste sie zwei Kinderbücher über Gestalten der Griechischen Mythologie, die auch als Hörbücher erschienen sind.

## Schriften
- Darstellungen alter Frauen in der griechischen Kunst (= Europäische Hochschulschriften, Reihe 38: Archäologie, Band 21). Lang, Frankfurt am Main - Bern-New York - Paris 1989, ISBN 3-631-41559-1.
- Antike Terrakotten (= Kleine Reihe des Antiken-Museums der Universität Leipzig, Band 3). Leipziger Universitäts-Verlag, Leipzig 1996, ISBN 3-929031-93-0.
- mit Heinz Felber: Ägypter & Griechen. Begegnung der Kulturen (= Kleine Schriften des Ägyptischen Museums der Universität Leipzig, Heft 1). Ägyptisches Museum, Leipzig 1997.
- Wenn der Topf aber nun ein Loch hat …. Restaurierung griechischer Keramik in Antike und Neuzeit. Sonderausstellung im Antikenmuseum der Universität Leipzig vom 13. Mai bis 9. August 1998. Antikenmuseum Leipzig/Leipziger Universitäts-Verlag, Leipzig 1998, ISBN 3-933240-18-2.
- mit Heinz Felber (Hrsg.): Ägypter – Griechen – Römer. Begegnung der Kulturen (= Kanobos, Band 1). Wodtke und Stegbauer, Leipzig 1999, ISBN 3-934374-03-4.
- Die Bronzegefäße der Staatlichen Antikensammlungen München. Staatliche Antikensammlungen und Glyptothek, München 2019, ISBN 978-3-933200-33-4.
- Schönheit und Funktionalität griechischer Vasen. Die Sammlung Schneider. Eva-Maria & Berthold Schneider Stiftung, [München] 2025, ISBN 978-3-00-083193-5.

Corpus Vasorum Antiquorum Deutschland
- Band 65: München, Antikensammlung, ehemals Museum Antiker Kleinkunst, Band 12., C. H. Beck, München 1993, ISBN 3-406-37527-8 (Digitalisat).
- Band 80: Leipzig, Antikenmuseum der Universität, Band 3. Attisch-rotfigurige Schalen. C. H. Beck, München 2006, ISBN 3-406-53755-3.
- Band 88: München, Antikensammlung, ehemals Museum Antiker Kleinkunst, Band 16. Attisch rotfigurige Schalen., C. H. Beck, München 2010, ISBN 978-3-406-60761-5.
- Band 108: Leipzig, Antikenmuseum der Universität, Band 3. Attisch-rotfigurige Keramik. C. H. Beck, München 2022, ISBN 978-3-7696-3785-4.

Kinderbücher
- mit Elke Böhr, Lucia Kästner-Lezzi und Adrienne Lezzi-Hafter: Odysseus. Ein archäologisches Kinderbuch. Philipp von Zabern, Mainz 2006, ISBN 3-8053-3616-0 (auch: Wissenschaftliche Buchgesellschaft, Darmstadt 2006)
  - auch als Hörbuch, Sprecher Wolfgang Schmidt: Auditorium Maximum, Darmstadt 2009, ISBN 978-3-534-60062-5.
- mit Elke Böhr, Lucia Kästner-Lezzi und Adrienne Lezzi-Hafter: Herakles. Heldentaten und Abenteuer. Philipp von Zabern, Mainz 2008, ISBN 978-3-8053-3920-9.
  - auch als Hörbuch, Sprecher Axel Thielmann: Auditorium Maximum, Darmstadt 2010, ISBN 978-3-534-60122-6.